# Kazai Suzanne Kragbé
Kazai Suzanne Kragbé (sinh ngày 22 tháng 12 năm 1981) là một vận động viên người Bờ Biển Ngà chuyên ném đĩa. Cô hai lần thi đấu tại Giải vô địch thế giới về điền kinh không thể tiến vào trận chung kết.
Thành tích tốt nhất của cô trong sự kiện này là 59,32 mét từ năm 2011. Cô là người giành huy chương vàng tại Thế vận hội toàn châu Phi 2011 và Jeux de la Francophonie 2013. Cô cũng đã hai lần về nhì và hai lần giành huy chương đồng tại Giải vô địch châu Phi về điền kinh.

## Thành tích giải đấu
| Năm                      | Giải đấu                     | Địa điểm                 | Thứ hạng                 | Nội dung                 | Chú thích                |
| Representing Bờ Biển Ngà | Representing Bờ Biển Ngà     | Representing Bờ Biển Ngà | Representing Bờ Biển Ngà | Representing Bờ Biển Ngà | Representing Bờ Biển Ngà |
| ------------------------ | ---------------------------- | ------------------------ | ------------------------ | ------------------------ | ------------------------ |
| 1997                     | African Junior Championships | Ibadan, Nigeria          | 5th                      | Discus throw             | 35.61 m                  |
| 1999                     | African Junior Championships | Tunis, Tunisia           | 7th                      | Shot put                 | 9.38 m                   |
| 1999                     | African Junior Championships | Tunis, Tunisia           | 3rd                      | Discus throw             | 39.32 m                  |
| 2000                     | World Junior Championships   | Santiago, Chile          | 23rd (q)                 | Discus throw             | 39.29 m                  |
| 2001                     | Jeux de la Francophonie      | Ottawa, Canada           | 8th                      | Discus throw             | 45.70 m                  |
| 2002                     | African Championships        | Radès, Tunisia           | 7th                      | Discus throw             | 45.63 m                  |
| 2005                     | Jeux de la Francophonie      | Niamey, Niger            | 3rd                      | Discus throw             | 48.72 m                  |
| 2006                     | African Championships        | Bambous, Mauritius       | 3rd                      | Discus throw             | 49.05 m                  |
| 2007                     | All-Africa Games             | Algiers, Algeria         | 4th                      | Discus throw             | 51.43 m                  |
| 2008                     | African Championships        | Addis Ababa, Ethiopia    | 2nd                      | Discus throw             | 49.52 m                  |
| 2009                     | World Championships          | Berlin, Germany          | 35th (q)                 | Discus throw             | 53.84 m                  |
| 2009                     | Jeux de la Francophonie      | Beirut, Lebanon          | 2nd                      | Discus throw             | 53.68 m                  |
| 2010                     | African Championships        | Nairobi, Kenya           | 2nd                      | Discus throw             | 55.53 m                  |
| 2011                     | World Championships          | Daegu, South Korea       | 19th (q)                 | Discus throw             | 57.55 m                  |
| 2011                     | All-Africa Games             | Maputo, Mozambique       | 1st                      | Discus throw             | 56.56 m                  |
| 2012                     | African Championships        | Porto Novo, Benin        | 3rd                      | Discus throw             | 54.56 m                  |
| 2013                     | Jeux de la Francophonie      | Nice, France             | 1st                      | Discus throw             | 55.58 m                  |